# Orainville
Orainville és un municipi francès situat al departament de l'Aisne i a la regió dels Alts de França. L'any 2007 tenia 459 habitants.

## Demografia

### Població
El 2007 la població de fet d'Orainville era de 459 persones. Hi havia 162 famílies de les quals 27 eren unipersonals (12 homes vivint sols i 15 dones vivint soles), 46 parelles sense fills, 81 parelles amb fills i 8 famílies monoparentals amb fills.
La població ha evolucionat segons el següent gràfic:
Habitants censats

### Habitatges
El 2007 hi havia 178 habitatges, 167 eren l'habitatge principal de la família, 3 eren segones residències i 9 estaven desocupats. Tots els 178 habitatges eren cases. Dels 167 habitatges principals, 152 estaven ocupats pels seus propietaris i 15 estaven llogats i ocupats pels llogaters; 4 tenien dues cambres, 20 en tenien tres, 52 en tenien quatre i 90 en tenien cinc o més. 160 habitatges disposaven pel capbaix d'una plaça de pàrquing. A 46 habitatges hi havia un automòbil i a 112 n'hi havia dos o més.

### Piràmide de població
La piràmide de població per edats i sexe el 2009 era:
| Homes | Edats   | Dones |
| ----- | ------- | ----- |
| 0     | 95 o +  | 0     |
| 0     | 90 a 94 | 4     |
| 4     | 85 a 89 | 8     |
| 4     | 80 a 84 | 4     |
| 0     | 75 a 79 | 4     |
| 4     | 70 a 74 | 12    |
| 0     | 65 a 69 | 4     |
| 8     | 60 a 64 | 4     |
| 8     | 55 a 59 | 12    |
| 12    | 50 a 54 | 16    |
| 8     | 45 a 49 | 0     |
| 20    | 40 a 44 | 12    |
| 20    | 35 a 39 | 12    |
| 12    | 30 a 34 | 20    |
| 8     | 25 a 29 | 8     |
| 0     | 20 a 24 | 8     |
| 8     | 15 a 19 | 16    |
| 32    | 10 a 14 | 4     |
| 16    | 5 a 9   | 12    |
| 8     | 0 a 4   | 4     |

## Economia
El 2007 la població en edat de treballar era de 303 persones, 226 eren actives i 77 eren inactives. De les 226 persones actives 216 estaven ocupades (116 homes i 100 dones) i 11 estaven aturades (2 homes i 9 dones). De les 77 persones inactives 33 estaven jubilades, 29 estaven estudiant i 15 estaven classificades com a «altres inactius».

### Ingressos
El 2009 a Orainville hi havia 172 unitats fiscals que integraven 478 persones, la mediana anual d'ingressos fiscals per persona era de 21.107,5 €.

### Activitats econòmiques
Dels 7 establiments que hi havia el 2007, 2 eren d'empreses de construcció, 1 d'una empresa d'informació i comunicació, 1 d'una empresa de serveis i 3 d'empreses classificades com a «altres activitats de serveis».
Dels 5 establiments de servei als particulars que hi havia el 2009, 2 eren electricistes i 3 perruqueries.
L'any 2000 a Orainville hi havia 8 explotacions agrícoles.

## Poblacions més properes
El següent diagrama mostra les poblacions més properes.